# Egglkofen
Egglkofen település Németországban, azon belül Bajorországban. Lakosainak száma 1320 fő (2023. december 31.).

## Népesség
A település népessége az elmúlt években az alábbi módon változott:
| Lakosok száma | 260  | 1303 | 988  | 984  | 1202 | 1206 | 1177 | 1168 | 1228 | 1320 |
|               | 1875 | 1950 | 1975 | 1987 | 2012 | 2014 | 2016 | 2017 | 2021 | 2023 |